# Airbus Helicopters H225M
Die H225M Caracal (ursprüngliche Bezeichnung EC 725 Caracal), oder auch Super Cougar, ist ein militärischer, taktischer Mehrzweck- und Transporthubschrauber der 11-Tonnen-Klasse mit großer Reichweite des französischen Teils der europäischen Unternehmensgruppe Airbus Helicopters.

## Geschichte
Die H225M ist ein Mitglied der „Cougar“-Familie und stellt die militärische Version der H225 (ursprünglich EC 225) Super-Puma dar, welche wiederum eine Weiterentwicklung der Aérospatiale AS 532 ist.
Der Erstflug der damaligen EC 725 fand am 27. November 2000 statt mit Hervé Jammayrac, Bernard Turcat und Daniel Sémiol an Bord. Die erste öffentliche Vorstellung fand am 15. Januar 2001 statt.
Im Januar 2010 gab die indonesische Firma PT Dirgantara Indonesia (PTDI) eine Zusammenarbeit mit der damaligen Eurocopter bekannt. Dabei produziert PTDI Bauteile wie den Heckausleger und die Kabinenzelle; der erste Hubschrauber für den indonesischen Markt wurde 2014 ausgeliefert. Helibras, die brasilianischen Tochter von Airbus Helicopters, fertigt Maschinen dieses Typs in Lizenz, ein weiteres Werk sollte in Polen aufgebaut werden (siehe ehemalige Interessenten).
Im Zuge der Umstrukturierung und Umbenennung des Mutterkonzerns EADS zur Airbus Group wurde im August 2013 beschlossen, das Unternehmen Eurocopter ab Januar 2014 in Airbus Helicopters umzubenennen; im Frühjahr 2015 wurden neue Baureihenbezeichnungen eingeführt.

## Nutzer

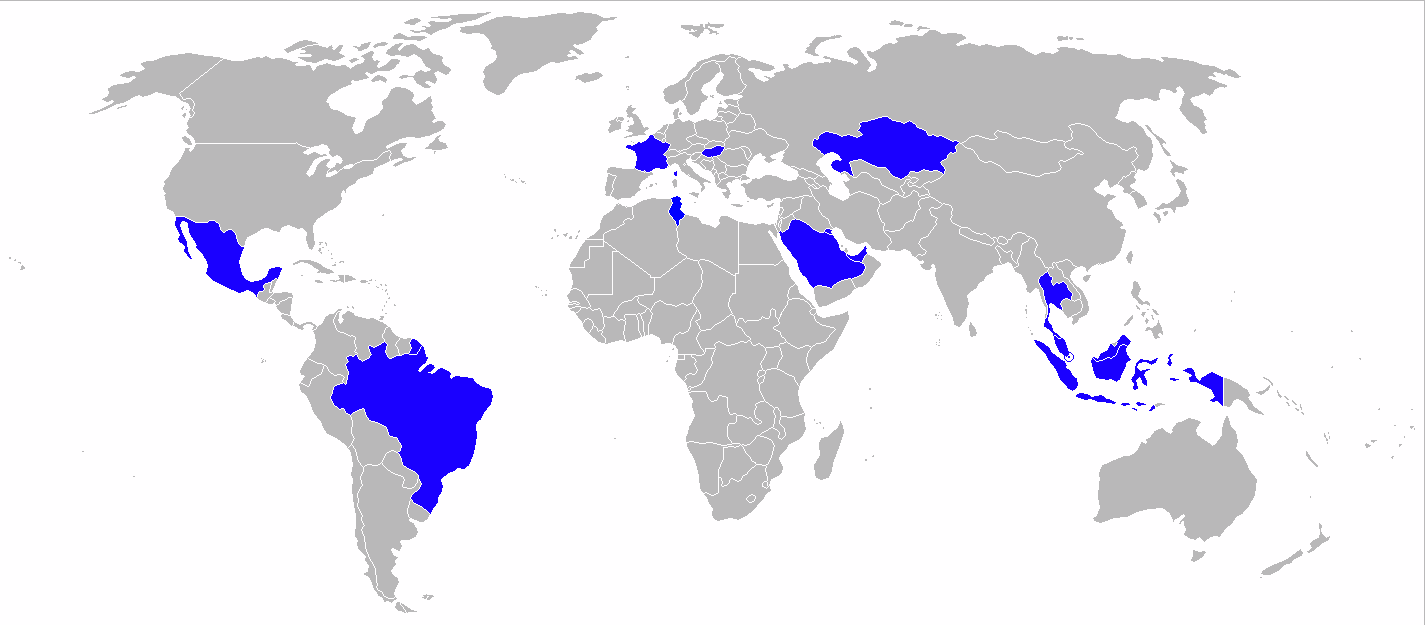
Bestellungen

Brasilien
Am 23. Dezember 2008 verkündeten die Staatspräsidenten von Frankreich und Brasilien den Kauf von 50 Maschinen für die brasilianische Streitkräfte für einen Gesamtpreis von 1,9 Mrd. Euro. Im Juni 2014 wurde die erste in Brasilien gefertigte EC725 an die Marine des Landes geliefert. Die Bestellung wurde 2022 um drei Exemplare gekürzt.
Exército Brasileiro/Landstreitkräfte: 15 HM-4 Jaguar (Transportversion)
Força Aérea Brasileira/Luftstreitkräfte: 17, 15 H-36 Caracal (CSAR-), 2 VH-36 (V. I. P.-Version)
Marinha do Brasil: 15, 8 UH-15 Pegasus (Transport-), 3 UH-15A (CSAR-), 4 AH-15B (U-Jagd-Version)
 Ecuador
Heer: 5 H225M, Das Land bestellte 2023 fünf gebrauchte Exemplare der Version EC225LP Super Puma Mk.II+, die vor der Auslieferung, die 2025 begann, auf den Standard der H225M aufgerüstet wurden.
 Frankreich
Frankreich war Erstkunde der EC725. Die Flotte wurde in unregelmäßigen Abständen durch eine Reihe weiterer Bestellungen vergrößert. Insgesamt hat Frankreich bisher 30 Exemplare bestellt.
Luft- und Weltraumstreitkräfte: 22, Die Auslieferung von zunächst acht Caracals, so der Name der EC725 bei den französischen Streitkräften, für die Armée de l’air als Version für bewaffnete Such- und Rettungsflüge (CSAR) begann im Januar 2005. Später wurden schrittweise bis 2019 sechs weitere Maschinen von Frankreich bestellt, die ebenfalls zunächst an die Luftstreitkräfte gingen. Zwei Exemplare waren jedoch bereits 2010 an die ALAT abgegeben worden und ein Exemplar stürzte 2014 in Burkina Faso ab. Die meisten Exemplare gingen an die Staffel 1/67 „Pyrénées“ in Cazaux. Ein drittes Los über acht weitere Exemplare bestellte das Land 2021 als Covid-19-Hilfe. Diese Exemplare, deren Auslieferung 2025 begann, ersetzten SA300B auf SAR-Stationen der AAE in den Überseegebieten.
Landstreitkräfte: 10, Die Aviation légère de l’armée de Terre (ALAT) betrieb zunächst seit 2006 acht Caracal für den Einsatz von Spezialeinheiten am Standort Pau-Uzein beim „4e Régiment d'Hélicoptères des Forces Spéciales“. Im Jahr 2010 übernahm die ALAT zwei gebrauchte Exemplare von der Armée de l’air.
 Indonesien
Luftstreitkräfte: 14, Indonesien bestellte im Mai 2012 zunächst sechs Exemplare in der CSAR-Version, wobei die Einrüstung der entsprechenden Ausrüstung vor Ort bei PT Dirgantara Indonesia (PTDI) in Bandung stattfindet. Die erste Maschine traf im November 2014 zur Umrüstung in Indonesien ein und wurde zwei Jahre später an die Luftstreitkräfte übergeben. Anfang 2019 wurden acht weitere H225M bestellt.
 Irak
14, Im August 2024 gaben die irakischen Streitkräfte bekannt, dass das Land für seine Heeresflieger 14 Exemplare bestellt habe, darunter zwei gebrauchte Maschinen. Die Auslieferung begann 2025
 Kasachstan
Ebenfalls im Mai 2012 wurde Kasachstans Absicht bekannt, 20 Exemplare zu erwerben.
 Kuwait
Das Emirat Kuwait plant, wie im Oktober 2015 bekannt wurde, den Kauf von 24 Caracals zzgl. sechs Optionen. Der entsprechende Vertrag für 30 Maschinen wurde im August 2016 in Paris unterzeichnet.
Luftstreitkräfte: 24
Nationalgarde: 6
 Malaysia
Royal Malaysian Air Force: 12; Der Verkauf von zwölf Hubschraubern an Malaysia im Oktober 2008 wurde wegen der Finanzkrise aus Geldmangel aufseiten Malaysias zwischenzeitlich gestoppt. Die Auslieferung begann schließlich im Dezember 2012.
 Mexiko
Am 9. März 2009 gab das mexikanische Militär den Kauf von sechs Einheiten des Typs bekannt. Später wurde die Bestellung verdoppelt und im Juli 2011 erhielt die 101. Staffel der FAM in Santa Lucia ihre ersten der neun Exemplare.
Fuerza Aérea Mexicana: 9
Armada de México: 3
 Niederlande
Koninklijke Luchtmacht: 12; Die Niederlande gaben am 5. Juni 2023 bekannt, vierzehn H225M mit Zulauf ab zirka 2028, als Ersatz der 2023 zwölf aktiven Exemplare des Vorgängermodells AS532U2, zu bestellen. Die Anzahl wurde im folgenden Jahr um zwei Maschinen reduziert, der Zulauf soll zwischen 2030 und 2032 erfolgen.
 Singapur
Republic of Singapore Air Force: 16; Singapur bestellte im November 2016 eine seinerzeit noch unbekannte Anzahl H225, deren Auslieferung 2021 begann.
 Thailand
Royal Thai Air Force: 12; im September 2012 bestellte Thailand zunächst vier EC725 in der SAR-Version für die Luftstreitkräfte, die im August 2015 geliefert wurden. Im Oktober 2014 wurden zwei weitere Exemplare nachgeordert und 2016 ausgeliefert und ebenfalls 2016 wurden zwei weitere H225M bestellt und 2018 ausgeliefert. Weitere vier H225M wurden 2018 mit Zulauf im Jahr 2021 bestellt.
 Ungarn
16, Im Dezember 2018 wurden 16 Maschinen bestellt, welche mit dem HForce-Waffensystem ausgerüstet sind, um die in Szolnok stationierten Mi-8 und Mi-17 zu ersetzen. Die ersten Exemplare trafen im Juli 2023 in Szolnok ein.

## Interessenten

### Ehemalige
Polen
Am 21. April 2015, in der Regierungszeit der Platforma Obywatelska (PO), gab Airbus Helicopters bekannt, dass die H225M als Sieger einer polnischen Ausschreibung für die Beschaffung von 50 Helikoptern hervorging. Die Endmontage sollte in Polen erfolgen und geplant waren 16 Transport-, 13 CSAR, 8 U-Jagd-, 8 Spezialeinheiten- und 5 MedEvac-Hubschrauber. Nach einer zwischenzeitlichen Klage des Konkurrenten AgustaWestland gegen das polnische Verteidigungsministerium wegen dieser Entscheidung, wurde Anfang Oktober 2016 bekannt, dass die seit Ende 2015 amtierende polnische Regierung unter Führung der PiS-Partei die Verhandlungen mit Airbus abgebrochen hat und alternativ die Anschaffung von Sikorsky Black Hawk Helikoptern plante.
 Vereinigte Arabische Emirate
Luftstreitkräfte der Vereinigten Arabischen Emirate 0; im Dezember 2021 wurde eine Vereinbarung zum Kauf von 12 Caracal unterzeichnet, die Bestellung wurde jedoch nach 18 Monaten storniert.

## Technische Daten
Die H225M (EC 725) ist mit einem Fünfblatt-Spheriflex-Hauptrotor und einem Vierblatt-Heckrotor ausgerüstet. Die Avionik besteht unter anderem aus einem Trägheits- und GPS-Navigationssystem, einem Autopiloten und einem Glascockpit mit vier großen und zwei kleineren Displays. Zur Erhöhung der Reichweite ist der Hubschrauber mit einer Luftbetankungssonde ausgerüstet. Als Antrieb sind zwei Turboméca-Makila-2A-Wellenturbinen mit FADEC-Steuerung verbaut.
| Kenngröße                     | Daten                                      |
| ----------------------------- | ------------------------------------------ |
| Typ                           | Transporthubschrauber                      |
| Besatzung                     | 3 Crew                                     |
| Passagiere                    | bis 28 Soldaten                            |
| Rumpflänge                    | 16,79 m                                    |
| Länge über Hauptrotor         | 19,50 m                                    |
| Höhe                          | 4,60 m                                     |
| Breite                        | 3,38 m                                     |
| Kabinenlänge                  | 7,87 m                                     |
| Kabinenhöhe                   | max. 1,45 m                                |
| Kabinenbreite                 | max. 1,80 m                                |
| Rotordurchmesser              | 16,20 m                                    |
| Heckrotordurchmesser          | 3,15 m                                     |
| Leermasse                     | 5.330 kg                                   |
| Nutzlast                      | 5.250 kg                                   |
| Außenlast                     | 4.750 kg                                   |
| Max. Startmasse (MTOW)        | 11.000 kg                                  |
| Max. Startmasse mit Außenlast | 11.200 kg                                  |
| Triebwerk                     | zwei Wellenturbinen Turboméca Makila 2A    |
| Leistung                      | je 1567 kW Start- bzw. 1776 kW Notleistung |
| Höchstgeschwindigkeit         | 324 km/h                                   |
| Marschgeschwindigkeit         | 262 km/h                                   |
| Dienstgipfelhöhe              | 6095 m                                     |
| Schwebeflughöhe               | 610 m (bei Höchstmasse im Bodeneffekt)     |
| Einsatzreichweite             | 740 km (mit 20 Soldaten)                   |

## Bewaffnung

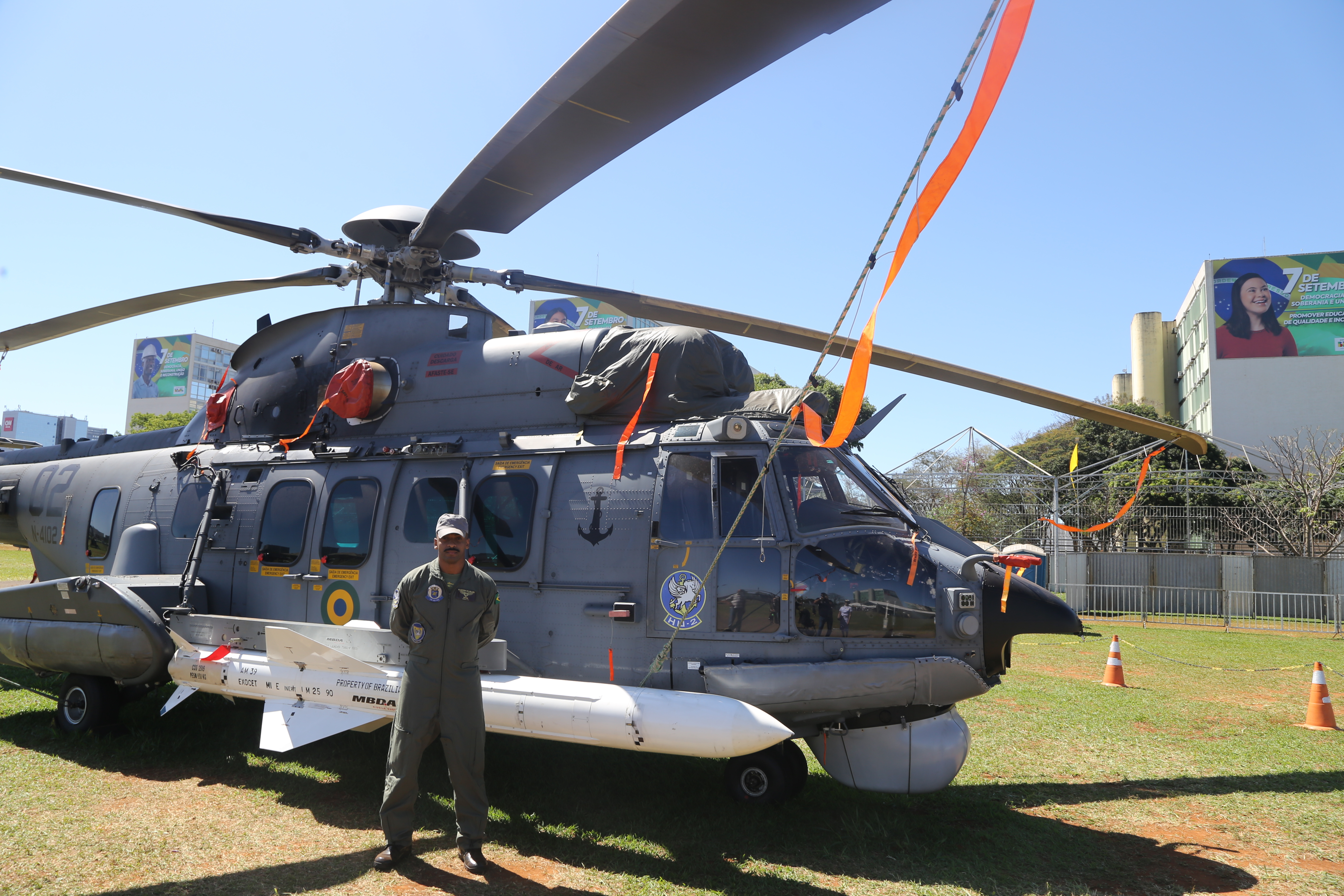
EC725 Super Cougar der Marinha do Brasil mit Exocet-Seezielflugkörper

Beweglich installierte Bewaffnung in der Tür
- 2 × 7,62-mm-Maschinengewehre Fabrique Nationale FN-MAG-58 auf Kugelgelenklafetten mit je 100 Schuss Munition
- 1 × 20-mm-Maschinenkanone Nexter Systems 20M621 auf SH20-Lafette mit 100 Schuss Munition

Ungelenkte Luft-Boden-Raketen (HForce)
- 2 × Thales Brandt-Raketen-Rohrstartbehälter für je 19 ungelenkte Luft-Boden-Raketen SNEB; Kaliber 68 mm
- 2 × Forges de Zeebrugge FZ225 Raketen-Rohrstartbehälter für je 19 ungelenkte Luft-Boden-Raketen FZ; Kaliber 70 mm (2.75")

Lenkflugkörper (HForce)
- 2 × Exocet[33]

Externe Behälter (HForce)
- 2 × Maschinenkanonenbehälter POD NC 621 mit je einer 20-mm-Maschinenkanone Nexter 20M621 mit 180 Schuss Munition

## Selbstschutzsysteme
Aktive Maßnahmen
- 2 × Täuschkörperwerfer-Gestelle MBDA „ELIPS“ mit je 24 1"×1"-Hitzefackel-Täuschkörpern. Die Werfer sind in aerodynamischen Verkleidungen am Heck angebracht.

Passive Maßnahmen
- 4 × Radarwarnsensor (RWR) Dassault Electronique EWR-99 FRUIT
- 4 × Laserwarnsensor (LWR)
- 4 × Infrarotemmisionen suchende Raketenanflugwarnsensoren (MAWS)
- 2 × Abgaskühldiffusoren. Die Triebwerksauslässe können mit Luftmischern versehen werden, welche die Wärmeabstrahlung der Abgase durch Vermischung mit Frischluft stark verringern.